# Alicja Rokuszewska-Pawełek
Alicja Rokuszewska-Pawełek – polska socjolog, doktor habilitowany nauk humanistycznych.

## Życiorys
W 1974 r. ukończyła studia socjologiczne na Uniwersytecie Łódzkim, w 1983 r. obroniła pracę doktorską pt. Potoczny odbiór literatury popularnej na przykładzie społecznej recepcji powieści kryminalnej, której promotorem była prof. Antonina Kłoskowska w 2003 r. habilitowała się na podstawie pracy zatytułowanej Chaos i przymus. Trajektorie wojenne Polaków - analiza biograficzna. 
Została pracownikiem naukowym w Akademii Humanistyczno-Ekonomicznej w Łodzi, na Uniwersytecie Łódzkim, oraz na Uniwersytecie Medycznym w Łodzi.